# Guettarda tikalana
Guettarda tikalana är en måreväxtart som beskrevs av Cyrus Longworth Lundell. Guettarda tikalana ingår i släktet Guettarda och familjen måreväxter. Inga underarter finns listade i Catalogue of Life.